# НС-37
НС-37 (сокр. Нудельман-Суранов, индекс ГАУ 11-П-37 — на ранней стадии разработки) — советская авиационная пушка калибра 37-мм, разработанная для замены ненадёжной экспериментальной пушки Ш-37 конструкции Б. Г. Шпитального. Увеличенный калибр был выбран, исходя из необходимости обеспечить поражение как наземных целей (в том числе бронированных), так и воздушных (с возможностью сбить бомбардировщик одним попаданием).
Разрабатывалась А. Э. Нудельманом и А. С. Сурановым в ОКБ-16 начиная с 1941 года, испытывалась на фронте в 1943 году и по окончании испытаний пошла в серийное производство, которое велось вплоть до 1945 года. Предназначалась для установки на истребители ЛаГГ-3 и Як-9Т (в развал блока цилиндров двигателя), штурмовики Ил-2 (в подкрыльевые гондолы), Су-6 и Су-8 (под фюзеляжем).
Бундин, Михаил Павлович — среди конструкторов данного оружия.

## Боеприпасы
| Номенклатура боеприпасов       |                 |                 |           |                         |                        |
| Тип                            | Индекс выстрела | Вес снаряда, кг | Вес ВВ, г | Начальная скорость, м/с | Дальность табличная, м |
| Осколочные снаряды             |                 |                 |           |                         |                        |
| Осколочно-фугасный снаряд      | ОФЗ             | 0,735           | 34 A-IX-2 | 900                     | ?                      |
| Калиберные бронебойные снаряды |                 |                 |           |                         |                        |
| Бронебойно-трассирующий        | БТ              | 0,76            | нет       | 880                     | ?                      |

## Оценка проекта
Хотя тяжёлый и высокоскоростной (начальная скорость больше, чем у немецкой ПТП Pak 35/36) снаряд увеличивал огневую мощь пушки, относительно низкая скорострельность и сильная отдача затрудняли поражение цели. Несмотря на то, что пилотов тренировали стрелять короткими очередями, на лёгких самолётах только первый выстрел был по-настоящему прицельным. Кроме того, поражение верхней брони средних и тяжёлых танков было возможно только на больших углах (более 40 градусов), что было труднодостижимым в условиях реального боя, как указывают отдельные германские исследователи постсоветского времени. После Великой Отечественной войны была заменена на более совершенную Н-37, использовавшую укороченный 37×155 мм выстрел с меньшей начальной скоростью.